# 歩兵第37連隊
歩兵第37連隊（ほへいだい37れんたい、歩兵第三十七聯隊）は、大日本帝国陸軍の連隊のひとつ。

## 沿革
- 1896年（明治29年） - 連隊本部を設置
- 1898年（明治31年）

3月24日 - 軍旗拝受
9月20日 - 大阪市元歩兵第20連隊兵営に移転。
- 1904年（明治37年） - 日露戦争に従軍
- 1934年（昭和9年）9月21日 - 室戸台風接近に伴い災害派遣。大阪市鶴橋第二尋常小学校の校舎倒壊現場で、下敷きとなった小学生の救助活動を行う[2]。
- 1936年（昭和11年）4月 - 満州派遣が下令
- 1937年（昭和12年） - 帰還

9月9日 - 動員下令
9月27日 - 上海に到着、激戦を展開しつつ南京攻略戦に参加
- 1938年（昭和13年） - 徐州会戦などに参加
- 1939年（昭和14年）6月 - 帰還
- 1940年（昭和15年）

7月1日 - 動員下令、華中に派遣
11月 - 漢水作戦に参加
- 1942年（昭和17年）

3月9日 - 上海を出港
3月15日 - ルソン島リンガエン湾に上陸、バターン半島攻略戦やコレヒドール島攻略戦に参加
7月 - 帰還
- 1943年（昭和18年）

9月 - 動員下令
10月4日 - 大阪港を出港
11月1日 - スマトラ島に上陸、パダンに移駐、西海岸の警備、防衛築城に当たる
- 1945年（昭和20年）

2月 - タイ王国に転戦する
4月 - タイ・ビルマ（現 ミャンマー）国境の警備に当たる
8月 - 終戦

## 歴代連隊長

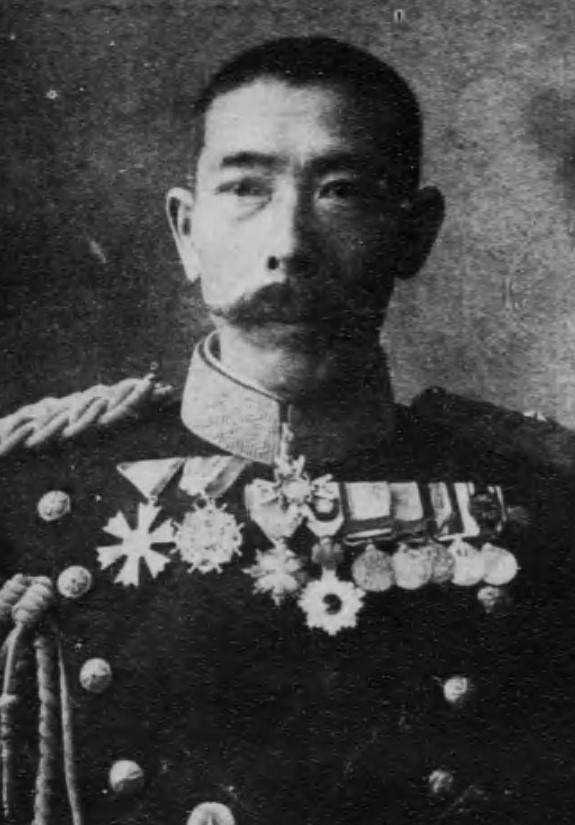
8代　矢木亮太郎

| 代 | 氏名       | 在任期間                | 備考               |
| -- | ---------- | ----------------------- | ------------------ |
| 1  | 山中信儀   | 1896.9.25 - 1899.8.26   |                    |
| 2  | 椙原透     | 1899.8.26 - 1901.4.1    | 中佐               |
| 3  | 川村宗五郎 | 1901.4.1 - 1906.7.6     | 中佐、1902.11.大佐 |
| 4  | 太田栄次郎 | 1906.7.11 -             |                    |
| 5  | 伊豆凡夫   | 1907.11.13 - 1910.11.30 |                    |
| 6  | 尾野実信   | 1910.11.30 -            |                    |
| 7  | 稲村新六   | 1911.12.27 - 1914.1.14  |                    |
| 8  | 矢木亮太郎 | 1914.1.14 - 1915.8.10   |                    |
| 9  | 家永直太郎 | 1915.8.10 -             |                    |
| 10 | 林弥三吉   | 1919.7.25 -             |                    |
| 11 | 井染禄朗   | 1921.4.26 - 1922.8.15   |                    |
| 12 | 厚東篤太郎 | 1922.8.15 - 1923.8.6    |                    |
| 13 | 坂井兵吉   | 1923.8.6 -              |                    |
| 14 | 高田美明   | 1926.3.2 -              |                    |
| 15 | 長谷部照俉 | 1927.5.24 -             |                    |
| 16 | 喜多誠一   | 1931.8.1 -              |                    |
| 17 | 藤井洋治   | 1932.2.20 -             |                    |
| 18 | 三浦敏事   | 1933.8.1 -              |                    |
| 19 | 北野憲造   | 1935.3.15 -             |                    |
| 20 | 森村経太郎 | 1937.8.2 -              |                    |
| 21 | 林芳太郎   | 1938.7.15 -             |                    |
| 22 | 竹内安守   | 1939.8.1 -              |                    |
| 23 | 小浦次郎   | 1941.3.1 -              |                    |
| 24 | 中村淳次   | 1943.5.2 -              |                    |
| 末 | 細川志道   | 1944.6.21 -             |                    |